# كريم إمامي
كريم إمامي (من مواليد 26 مايو 1930 في كلكتا الهند - توفي في 9 يوليو 2005 في طهران إيران)، مترجم ومحرر وناقد فني ومؤلف وصحفي وخبير كتاب إيراني. كان واحداً من أبرز رجال اللغة الإنجليزية والمترجمين. ترجم غاتسبي العظيم (رواية)، للكاتب فرنسيس سكوت فيتسجيرالد. كما ترجم أربع قصص من مغامرات شيرلوك هولمز إلى الفارسية.